# Wydawnictwo Triglav
Wydawnictwo Triglav – wydawnictwo założone w 2007 r. w Szczecinie przez Igora Górewicza. Jego celem jest popularyzowanie wiedzy, pamięci na temat minionych pokoleń oraz przystępne ukazywanie tematów związanych z rodzimym dziedzictwem. Wśród wydanych przez nie pozycji znajduje się m.in. pierwszy komiks o odtwórstwie historycznym Wiesław, czyli mroki średniowiecza, autorstwa Macieja Kisiela oraz powieść Marcina Marchwińskiego pt. Wierni Bogom. Zaginione dziedzictwo. Jako pierwsze wydało polskie tłumaczenie Księgi Welesa.